# Friedrich zu Limburg-Stirum

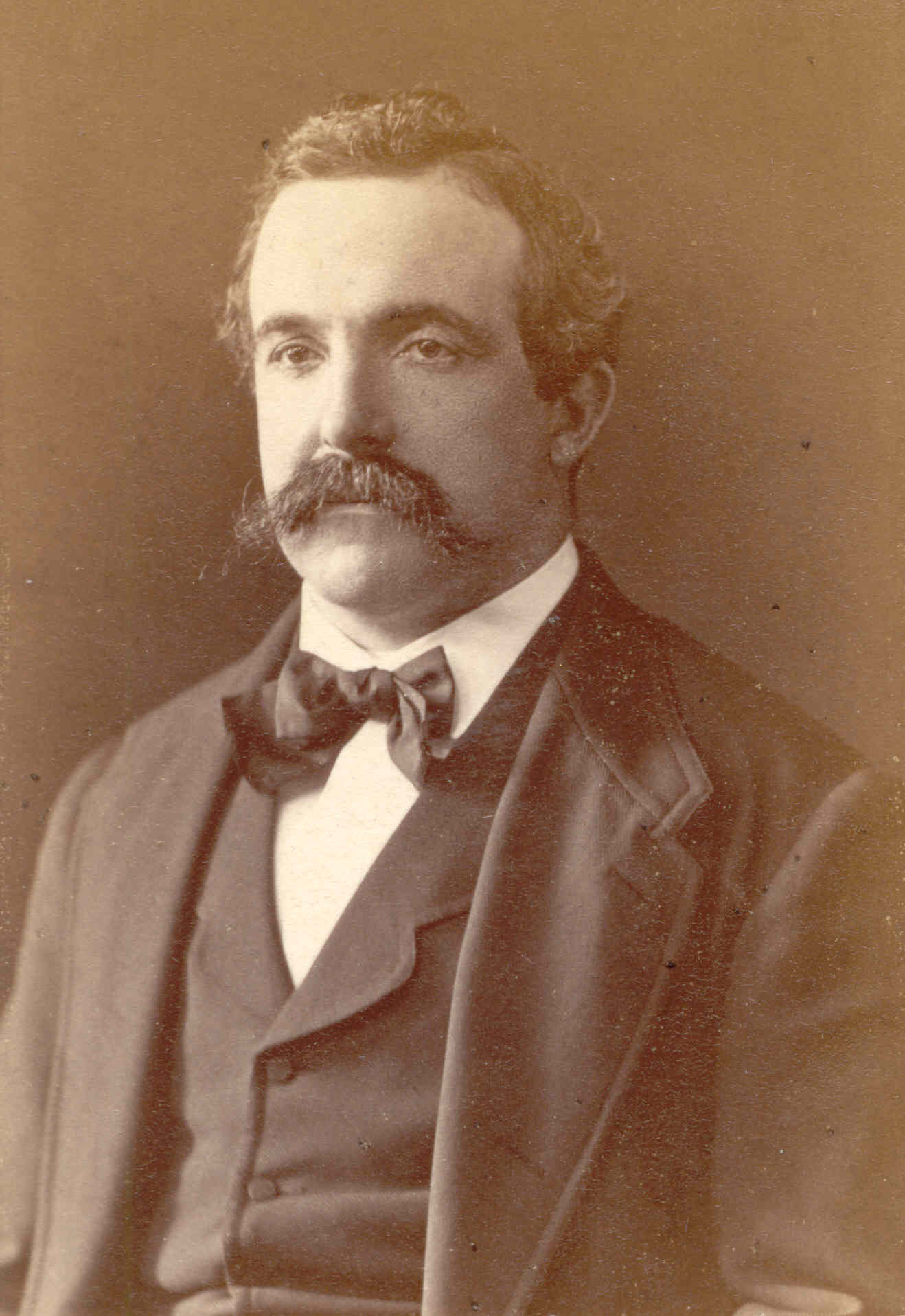
Friedrich Graf zu Limburg-Stirum

Friedrich Wilhelm Graf zu Limburg-Stirum (* 6. August 1835 in Den Haag, Niederlande; † 27. Oktober 1912 in Groß Peterwitz, Kreis Neumarkt, Provinz Schlesien) war ein deutscher Diplomat, Politiker und Staatssekretär im Auswärtigen Amt des Deutschen Kaiserreichs.

## Leben
Friedrich zu Limburg-Stirum war ein Sohn von Frederik Adrian zu Limburg-Stirum (1804–1874) und dessen zweiter Ehefrau Johanna Franziska Viktorine Ebers (1808–1878).
Er war zunächst Gesandter in Weimar und an den thüringischen Höfen und Stellvertretender Staatssekretär im Auswärtigen Amt, als er im September 1880 als Nachfolger von Chlodwig zu Hohenlohe-Schillingsfürst kommissarischer Staatssekretär des Auswärtigen Amtes wurde. Dieses Amt übte er bis zu seiner Ablösung durch Clemens Busch am 25. Juni 1881 aus. Im Februar 1892 kam es zu einer Affäre um ihn. Er wurde auf Veranlassung des damaligen Reichskanzlers Leo von Caprivi aus dem Staatsdienst entlassen und verlor alle seine Pensionsansprüche, weil er im Dezember 1891 einen kritischen Artikel zu dem österreichischen Handelsvertrag veröffentlichen ließ, worin er dessen politische Notwendigkeit bestritt und dem Staat vorwarf, die Deutsch-Konservative Partei (DKP) für ihre bisherige Loyalität ungerecht zu behandeln.
Von 1870 bis 1905 saß er als konservativer Abgeordneter des Wahlkreises Breslau 5 (Breslau, Neumarkt) im Preußischen Abgeordnetenhaus. Von 1898 bis 1907 war er als Vertreter der DKP Mitglied des Reichstages (MdR).
1904 wurde ihm der Ehrendoktor der Rechtswissenschaften (LL.D.) der University of Wisconsin–Madison verliehen.
Er war ab 1854 Mitglied und später Ehrenmitglied des Corps Borussia Bonn.

## Familie
Er heiratete am 21. September 1865 Paula von Meyerinck (* 10. Oktober 1844; † 16. Juli 1925). Aus dieser Ehe gingen fünf Kinder hervor: 
- Johanna Amalie Nanny (* 16. August 1866; † 1. März 1944) ⚭ 1887 Günther von Tschirschky und Bögendorff († 30. April 1914), Herr auf Kobelau
- Anna Elise Theodora Aurelia Frederike Albertine (* 7. Dezember 1867; † 11. Dezember 1953) ⚭ 1902 August von Pückler, Regierungspräsident
- Friedrich Wilhelm Richard Paul (* 16. November 1871; † 5. Januar 1951) ⚭ 1907 Lucie von Lieres und Wilkau (* 13. Januar 1885; † 26. August 1909)
- Richard Heinrich Kurt (* 28. März 1874; † 7. Juni 1931) ⚭ 1914 Freiin Edith von Bodenhausen (* 5. November 1888) (geschieden von Wilhelm von Eckhardstein)
- Menno Johannes Otto Hubert Viktor (* 28. November 1881; † 13. Oktober 1953) ⚭ 1916 (Scheidung 1918) Hildegard Wertheim († 1919)

## Veröffentlichungen
- Aus der konservativen Politik der Jahre 1890/1905. Grundsätze und politische Motive nach den Reden des Vorsitzenden der Konservativen Fraktion des Abgeordneten-Hauses und Mitgliedes des Reichstages Grafen zu Limburg-Stirum (= Beiträge zu konservativer Politik und Weltanschauung. H. 3, ZDB-ID 1005484-4). Kärner-Verlag, Berlin 1921.